# Asienspiele 1990/Badminton
Titelträger im Badminton wurden bei den Asienspielen 1990 in Peking in fünf Einzel- und zwei Mannschaftsdisziplinen ermittelt.

## Medaillengewinner
| Disziplin        | Gold | Silber | Bronze |
| ---------------- | --- | --- | --- |
| Herreneinzel     | Zhao Jianhua | Yang Yang | Rashid Sidek |
| Herreneinzel     | Zhao Jianhua | Yang Yang | Alan Budikusuma |
| Dameneinzel      | Tang Jiuhong | Lee Young-suk | Huang Hua |
| Dameneinzel      | Tang Jiuhong | Lee Young-suk | Susi Susanti |
| Herrendoppel     | Li Yongbo Tian Bingyi                                                                                               | Park Joo-bong Kim Moon-soo | Razif Sidek Jalani Sidek |
| Herrendoppel     | Li Yongbo Tian Bingyi                                                                                               | Park Joo-bong Kim Moon-soo | Eddy Hartono Rudy Gunawan |
| Damendoppel      | Guan Weizhen Nong Qunhua                                                                                            | Gil Young-ah Chung So-young | Verawaty Fajrin Lili Tampi |
| Damendoppel      | Guan Weizhen Nong Qunhua                                                                                            | Gil Young-ah Chung So-young | Lai Caiqin Yao Fen |
| Mixed            | Park Joo-bong Chung Myung-hee                                                                                       | Eddy Hartono Verawaty Fajrin | Zheng Yumin Shi Fangjing |
| Mixed            | Park Joo-bong Chung Myung-hee                                                                                       | Eddy Hartono Verawaty Fajrin | Rudy Gunawan Rosiana Tendean |
| Herrenmannschaft | Volksrepublik China Huang Zhanzhong Li Yongbo Tian Bingyi Wu Wenkai Xiong Guobao Yang Yang Zhao Jianhua Zheng Yumin | Malaysia Cheah Soon Kit Foo Kok Keong Kwan Yoke Meng Jalani Sidek Rashid Sidek Razif Sidek Soo Beng Kiang                                      | Indonesien Alan Budikusuma Rudy Gunawan Eddy Hartono Richard Mainaky Aryono Miranat Joko Suprianto Hermawan Susanto Ardy Wiranata |
| Herrenmannschaft | Volksrepublik China Huang Zhanzhong Li Yongbo Tian Bingyi Wu Wenkai Xiong Guobao Yang Yang Zhao Jianhua Zheng Yumin | Malaysia Cheah Soon Kit Foo Kok Keong Kwan Yoke Meng Jalani Sidek Rashid Sidek Razif Sidek Soo Beng Kiang                                      | Südkorea Ahn Jae-chang Choi Sang-bum Kim Hak-kyun Kim Moon-soo Lee Kwang-jin Park Joo-bong Shon Jin-hwan Sung Han-kuk             |
| Damenmannschaft  | Volksrepublik China Guan Weizhen Huang Hua Lai Caiqin Nong Qunhua Shi Fangjing Tang Jiuhong Yao Fen Zhou Lei        | Indonesien Verawaty Fajrin Sarwendah Kusumawardhani Lilik Sudarwati Erma Sulistianingsih Susi Susanti Lili Tampi Rosiana Tendean Minarti Timur | Japan Kimiko Jinnai Kazue Kanai Tomomi Matsuo Aiko Miyamura Hisako Mizui Hisako Mori Kyoko Sasage                                 |
| Damenmannschaft  | Volksrepublik China Guan Weizhen Huang Hua Lai Caiqin Nong Qunhua Shi Fangjing Tang Jiuhong Yao Fen Zhou Lei        | Indonesien Verawaty Fajrin Sarwendah Kusumawardhani Lilik Sudarwati Erma Sulistianingsih Susi Susanti Lili Tampi Rosiana Tendean Minarti Timur | Südkorea Chung Myung-hee Chung So-young Gil Young-ah Hwang Hye-young Lee Heung-soon Lee Jung-mi Lee Young-suk Shim Eun-jung       |

## Medaillenspiegel
| Platz | Land                | Gold | Silber | Bronze | Gesamt |
| ----- | ------------------- | ---- | ------ | ------ | ------ |
| 1     | Volksrepublik China | 6    | 1      | 3      | 10     |
| 2     | Südkorea            | 1    | 3      | 2      | 6      |
| 3     | Indonesien          | 0    | 2      | 6      | 8      |
| 4     | Malaysia            | 0    | 1      | 2      | 3      |
| 5     | Japan               | 0    | 0      | 1      | 1      |